# The Angry Video Game Nerd

Logo della serie

The Angry Video Game Nerd, nota come The Angry Nintendo Nerd fino al 2006, è una serie di recensioni di videogiochi diffusasi su internet a partire dal 2004. Tutti gli episodi della serie sono scritti, diretti ed interpretati dallo statunitense James Rolfe, il quale si autodefinisce un retro-gamer.
Le recensioni sono diventate in poco tempo un vero e proprio fenomeno di massa, al punto da valere al personaggio notorietà internazionale e perfino interviste televisive. La serie ispirò anche un film dal titolo Angry Video Game Nerd: The Movie, uscito negli Stati Uniti il 2 settembre 2014.

## Storia

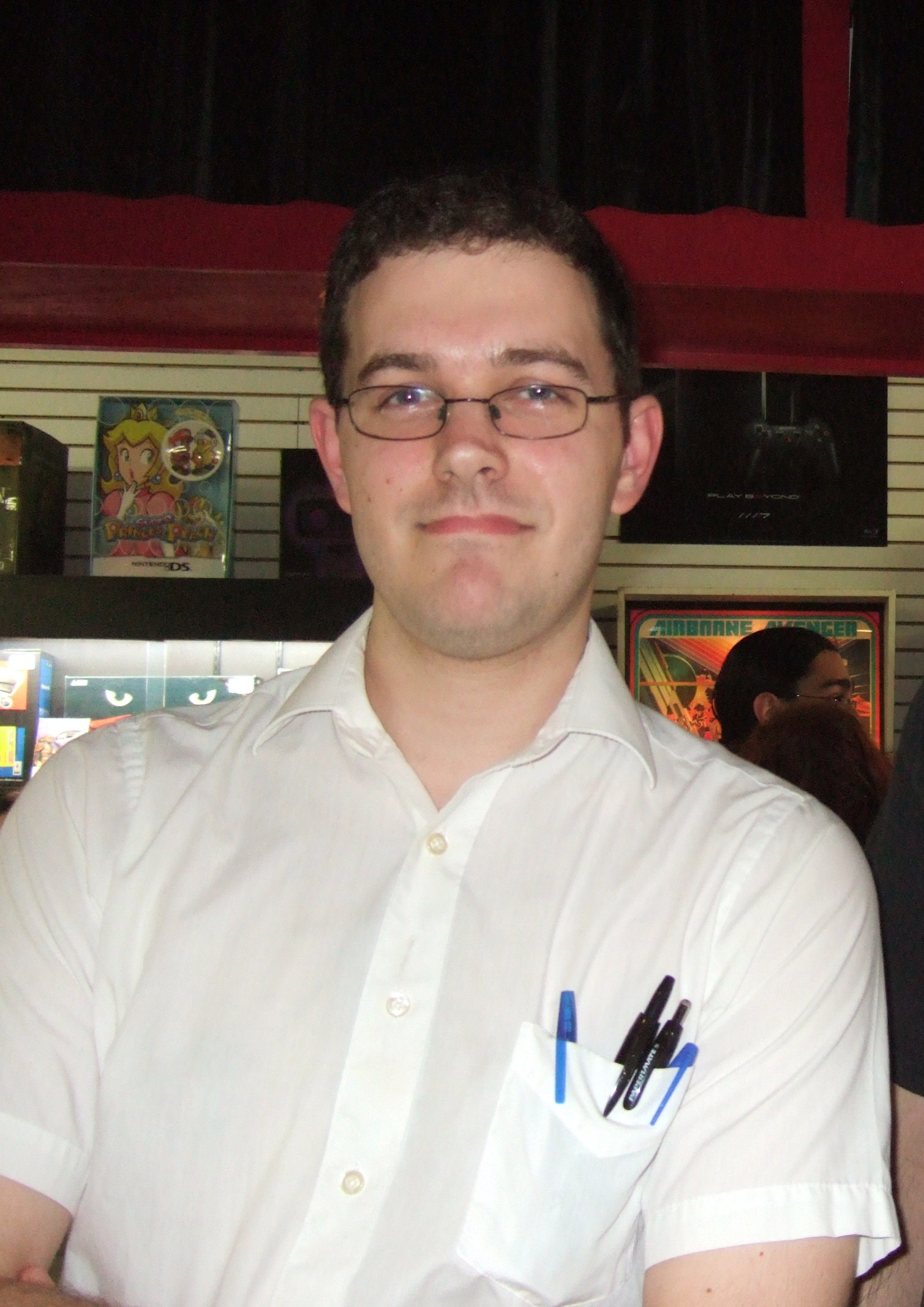
James D. Rolfe

James Rolfe iniziò nel 2004, proponendo un video sul gioco Castlevania II: Simon's Quest nel quale evidenziava i difetti del gioco. Questo video fu creato per scherzo, e Rolfe non aveva intenzione di pubblicarlo online, ma per suggerimento di Mike Matei il video fu postato sul sito ideato da Rolfe, Cinemassacre.com. Successivamente Rolfe propose un secondo (e, per lui, l'ultimo) video riguardante il gioco Dr. Jekyll and Mr. Hyde, al tempo il peggiore a cui avesse mai giocato. L'ondata di successo riscossa con la successiva pubblicazione su YouTube convinse l'autore a realizzare altri video. La serie, inizialmente nota come Angry Nintendo Nerd, dato che coinvolgeva esclusivamente titoli della console Nintendo NES, e in seguito modificata per evitare problemi di copyright, comincia ufficialmente nel 2004 sul sito Cinemassacre.com;
A partire dal 2006 i video appaiono su Youtube, e il cambio di nome coincide anche con la diversificazione dei sistemi: appaiono fra le altre recensioni di videogiochi per Atari 2600, Sega Master System e Super Nintendo, oltre che a periferiche come Power Glove o a sistemi come l'Atari 5200 o il Virtual Boy. Mano a mano la serie prende forma: i video aumentano in quanto durata, gli episodi posseggono una sigla ed inoltre viene creato un merchandising che vedrà la produzione di magliette e DVD con il marchio "Angry Video Game Nerd". Dall'inizio del 2007 inizia la collaborazione con la ScrewAttack Entertainment LLC, e i video vengono distribuiti in esclusiva da GameTrailers, sul sito web. Tra il 2009 ed il 2010 sono cominciati ad apparire episodi sottotitolati in varie lingue. Nel luglio 2012 la serie è ritornata ufficialmente su YouTube.

## Caratteristiche della serie
Ogni episodio è preceduto da una sigla, composta e cantata dal musicista indipendente Kyle Justin, amico dell'autore, mentre le parole sono dello stesso Rolfe.
In ogni puntata, della durata media di 15 minuti, vengono spesso recensiti videogiochi degli anni ottanta o novanta di qualità piuttosto scadente o particolarmente frustranti: Rolfe si "sfoga" contro di essi, facendone notare (in maniera umoristica, volutamente esagerata e con un linguaggio particolarmente colorito) i vari difetti. Spesso interagiscono con lui gli stessi protagonisti dei videogiochi, che si materializzano nel suo appartamento: fra i tanti Bugs Bunny, l'Uomo Ragno, Freddy Krueger e Jason Voorhees, solitamente interpretati da Mike Matei, autore dei disegni che appaiono all'inizio degli episodi.

## Cast
| Personaggio        | Attore                        |
| ------------------ | ----------------------------- |
| Nerd               | James Rolfe                   |
| Chitarrista        | Kyle Justin                   |
| Jason Voorhees     | Mike Matei                    |
| Freddy Krueger     | James Rolfe Mike Matei        |
| Uomo Ragno         | Kyle Justin                   |
| Bugs Bunny         | Mike Matei                    |
| Famiglia Addams    | James Rolfe                   |
| Leatherface        | Mike Matei                    |
| Chop Top Sawyer    | Mike Matei                    |
| Hillbilly          | Jimmie Jim Slugg              |
| Michael Myers      | Mike Matei                    |
| Il Glitch Gremblin | Kevin Finn                    |
| Shit Pickle        | Elemento animato graficamente |

## Videogiochi ispirati
| Year | Title                                  |
| ---- | -------------------------------------- |
| 2013 | Angry Video Game Nerd Adventures       |
| 2016 | Angry Video Game Nerd II: ASSimilation |

Nel 2013 è stato annunciato il videogioco ufficiale intitolato Angry Video Game Nerd Adventures. Sviluppato da FreakZone Games (creatori di Manos: The Hands of Fate), è stato pubblicato il 20 settembre 2013 su Steam.
Il gioco segue il Nerd che tenta di salvare i suoi amici, i quali sono stati risucchiati nel televisore. Il Nerd usa il NES Zapper come sua arma principale, e un personaggio noto come Naggi "the Patronizing Firefly", una parodia di Navi di The Legend of Zelda: Ocarina of Time, lo guida attraverso il tutorial. Durante il gioco, affronta vari mostri celebri tra cui zombi, Mr. Hyde, Custer, The Giant Claw, Fred "Fucks" (Fred Fuchs), Jason Voorhees e una versione oversize del braccio destro di Freddy Krueger (riferimenti a Venerdì 13 e A Nightmare on Elm Street, ma i loro nomi sono stati cambiati in Bimmy (Freddy Krueger) e Jimmy (Jason Voorhees) per evitare il copyright) e altro ancora. Il 12 luglio 2014 è stato annunciato che il gioco sarebbe uscito anche su Wii U e Nintendo 3DS. La versione Wii U è uscita in Nord America il 2 aprile 2015 e distribuita in Europa il 10 dicembre 2015. Il 4 giugno 2015, una versione 3DS è stata resa disponibile per il download nel Nintendo eShop.
Il 17 luglio dello stesso anno, durante la convention annuale SGC di ScrewAttack, Freakzone ha annunciato il sequel, Angry Video Game Nerd II: ASSimilation originariamente previsto per l'inverno 2015, ma rimandato al 29 marzo 2016. 
Nel Gennaio del 2019, è stata annunciata una remaster dei due giochi in uscita per le console della generazione corrente.
Ci sono stati anche alcuni giochi non ufficiali tra cui:
Angry Video Game Nerd's Angry Video Game, Angry Video Game Nerd in Pixel Land Blast, AVGN Game Over, AVGN Game Over 2, e  AVGN Planet.
Sono stati creati anche Angry Video Game Nerd e AVGN K.O. Boxing, per l'Atari 2600. Lo stesso Nerd li ha recensiti in un episodio del suo show. Appare inoltre nel videogioco Texting of the Bread prodotto da ScrewAttack.